# Dassault Falcon 20
Dassault Falcon 20 là một máy bay phản lực thương mại của Pháp và là máy bay đầu tiên trong dòng máy bay phản lực thương mại do Dassault Aviation chế tạo.

## Thiết kế và phát triển
Marcel Dassault đã thực hiện một ý tưởng sản xuất một máy bay phản lực có từ 8 đến 10 chỗ cho các cơ quan nhà nước hay liên lạc quân sự, có tên gọi là Dassault-Breguet Mystère 20 vào tháng 12-1961. Mystère 20 là một máy bay cánh dưới với hai động cơ phía sau Pratt & Whitney JT12A-8. Nguyên mẫu có tên gọi F-WLKB, thực hiện chuyến bay đầu tiên vào 4 tháng 5-1963 tại Bordeaux-Merignac. Dưới ảnh hưởng của Pan American, máy bay được trang bị lại với 2 động cơ General Electric CF700 và một số kích thước được làm rộng ra. Pan American đã ký một hợp đồng mua Mystère 20 và đặt mua 40 chiếc. Máy bay thay động cơ bay lần đầu vào 10 tháng 7-1963. Máy bay thành phẩm đầu tiên bay vào ngày 1 tháng 1-1965, cả Pháp và Mỹ đều cấp giấy chứng nhận cho loại máy bay này vào tháng 6-1965. Đợt giao hàng bắt đầu đến Pan American tại nhà máy tại Sân bay Burbank, California. Năm 1966 công ty đổi tên máy bay thành Fan Jet Falcon, sau này trở thành Falcon 20. Quân đội Australia và Canada cũng đặt mua. Tất cả máy bay không phải của Mỹ đều được trang bị trước khi giao tại Bordeaux-Merignac. Năm 1967 bộ phận máy bay phản lực thương mại của Pan American tăng những đơn đặt hàng lên với số lượng là 160 chiếc.
Falcon 200 cải tiến nổi bật với những động cơ phản lực và những cải tiến chính khác tiên tiến hơn như tầm bay, sức chứa và tiện nghi. Máy bay khá nổi tiếng, việc sản xuất chỉ kết thúc vào năm 1988, khi một phiên bản tiên tiến hơn của dòng Falcon được thực hiện. Tuần duyên Hoa Kỳ cũng sử dụng mẫu gọi là HU-25 Guardian, được sử dụng như một máy bay phát hiện vận tốc cao nhằm định vị tìm những người sống sót do đắm tàu và chuyển thông tin cho các máy bay, tàu thuyền cứu hộ, ngoài ra nó còn nhiệm vụ trinh sát, ngăn chặn trên không. Những phát triển mới nhất của Falcon 20 bao gồm Falcon 10 nhỏ hơn và Falcon 50 lớn hơn, một phát triển với 3 động cơ.

## Các phiên bản
Mystère/Falcon 20
Nguyên mẫu, 1 chiếc.
Mystère/Falcon 20C
Phiên bản sản xuất đầu tiên. Ban đầu gọi là Standard Falcon 20.
Falcon 20CC
1 chiếc tương tự Falcon 20C, trang bị lốp áp suất thấp.
Mystère/Falcon 20D
Trang bị động cơ đẩy mạnh hơn, tiêu thụ nhiên liệu ít hơn và chứa nhiều nhiên liệu hơn.
Mystère/Falcon 20E
Trang bị động cơ đẩy mạnh hơn, chứa nhiều nhiên liệu hơn.
Mystère/Falcon 20F
Gờ mỏng hoàn thiện ở cánh trước và chứa nhiều nhiên liệu hơn.
Falcon 20FH
Đây là tên gọi ban đầu của nguyên mẫu Falcon 200.
Falcon 20G
Máy bay tuần tra và giám sát trên biển, trang bị hai động cơ Garrett AiResearch ATF306.
Falcon 20H
Đây là tên gọi ban đầu của Falcon 200.
Falcon 200
Phiên bản cải tiến, trang bị hai động cơ 2360-kg (5.200-lb) General-Electric ATF 3-6A-4C.
Falcon ST
Đây là tên gọi của 2 chiếc Falcon 20s thuộc Không quân Pháp được sử dụng làm máy bay huấn luyện hệ thống. Máy bay trang bị radar chiến đấu và hệ thống dẫn đường của Mirage IIIE.
HU-25A Guardian
Phiên bản Falcon 20G của Tuần duyên Hoa Kỳ.
HU-25B Guardian
Phiên bản kiểm soát trên không cho Tuần duyên Hoa Kỳ.
HU-25C Guardian
Phiên bản Tuần duyên Hoa Kỳ, trang bị radar tìm kiếm Westinghouse APG-66.
Guardian 2
Máy bay tuần tra và giám sát trên biển của Falcon 200. Chưa đưa vào sản xuất.
CC-117
Tên gọi của Canada cho Falcon 20C từ năm 1970.
Fan Jet Falcon
Falcon 20 được tiếp thị đến Bắc Mỹ dưới tên gọi này.

## Quốc gia sử dụng

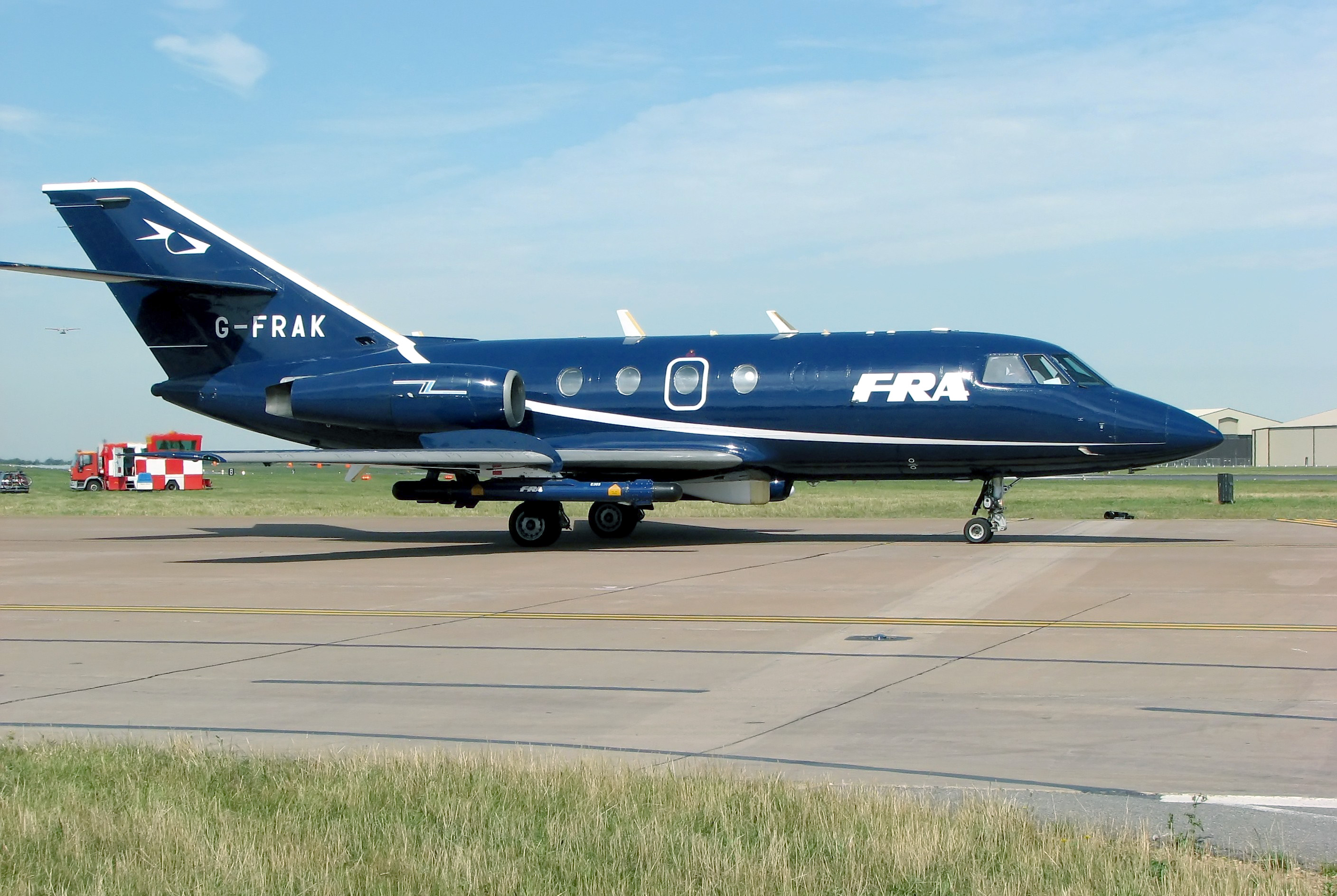
Dassault Falcon 20

### Quân sự
Algérie
 Úc
- Không quân Hoàng gia Australia

 Bỉ
- Không quân Hợp thành Bỉ

 Canada
- Không quân Hoàng gia Canada
- Các lực lượng Canada

 Trung Phi
 Chile
 Djibouti
 Ai Cập
 Pháp
- Không quân Pháp

 Guiné-Bissau
 Iran
- Không quân Đế quốc Iran
- Hải quân Đế quốc Iran

 Bờ Biển Ngà
 Jordan
- Không quân Hoàng gia Jordan

 Liban
 Libya

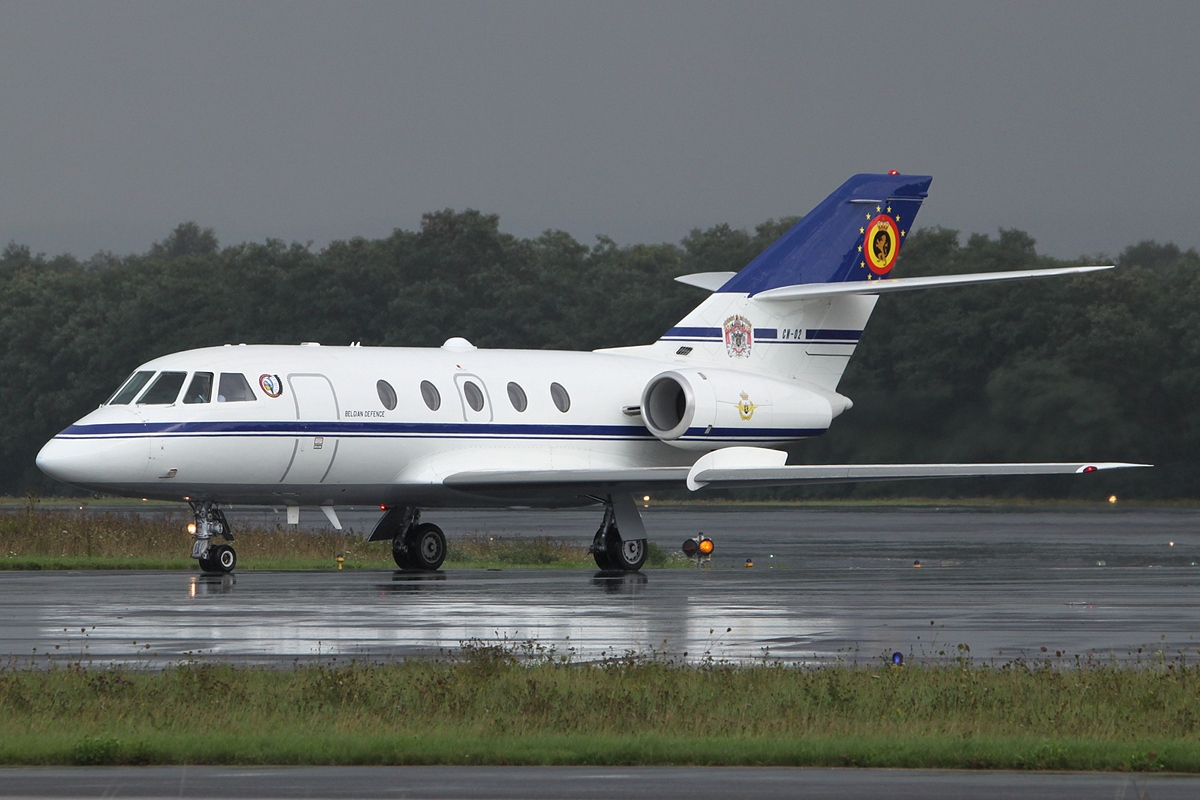
Dassault Falcon 20E, Không quân Hợp thành Bỉ

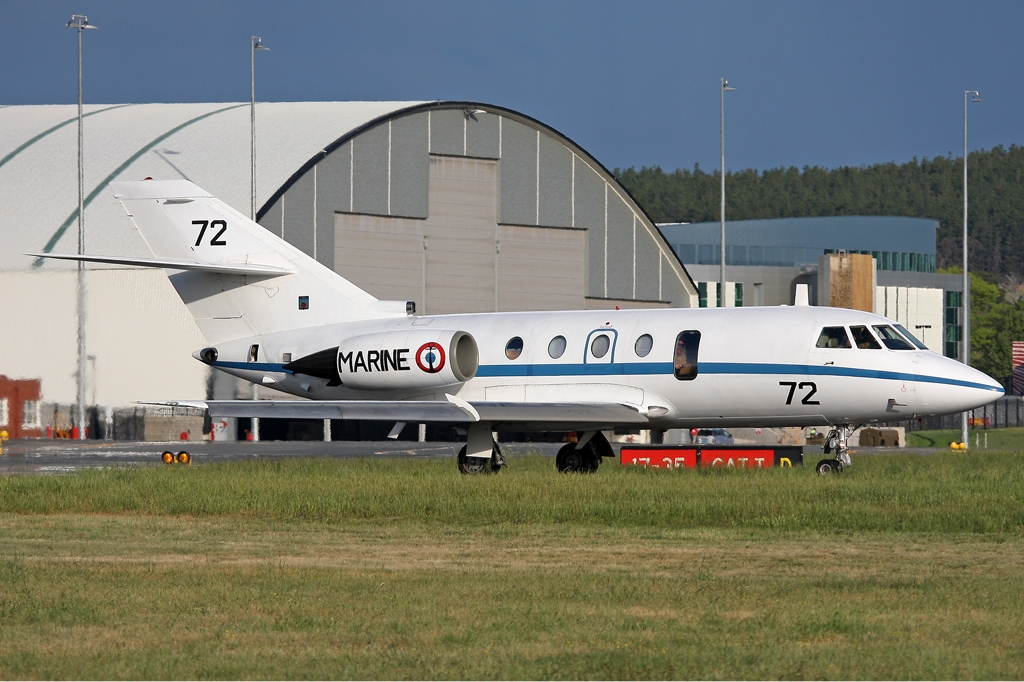
Dassault Falcon 20G, Hải quân Pháp

- Không quân Libya (Huấn luyện vũ khí của Mirage)

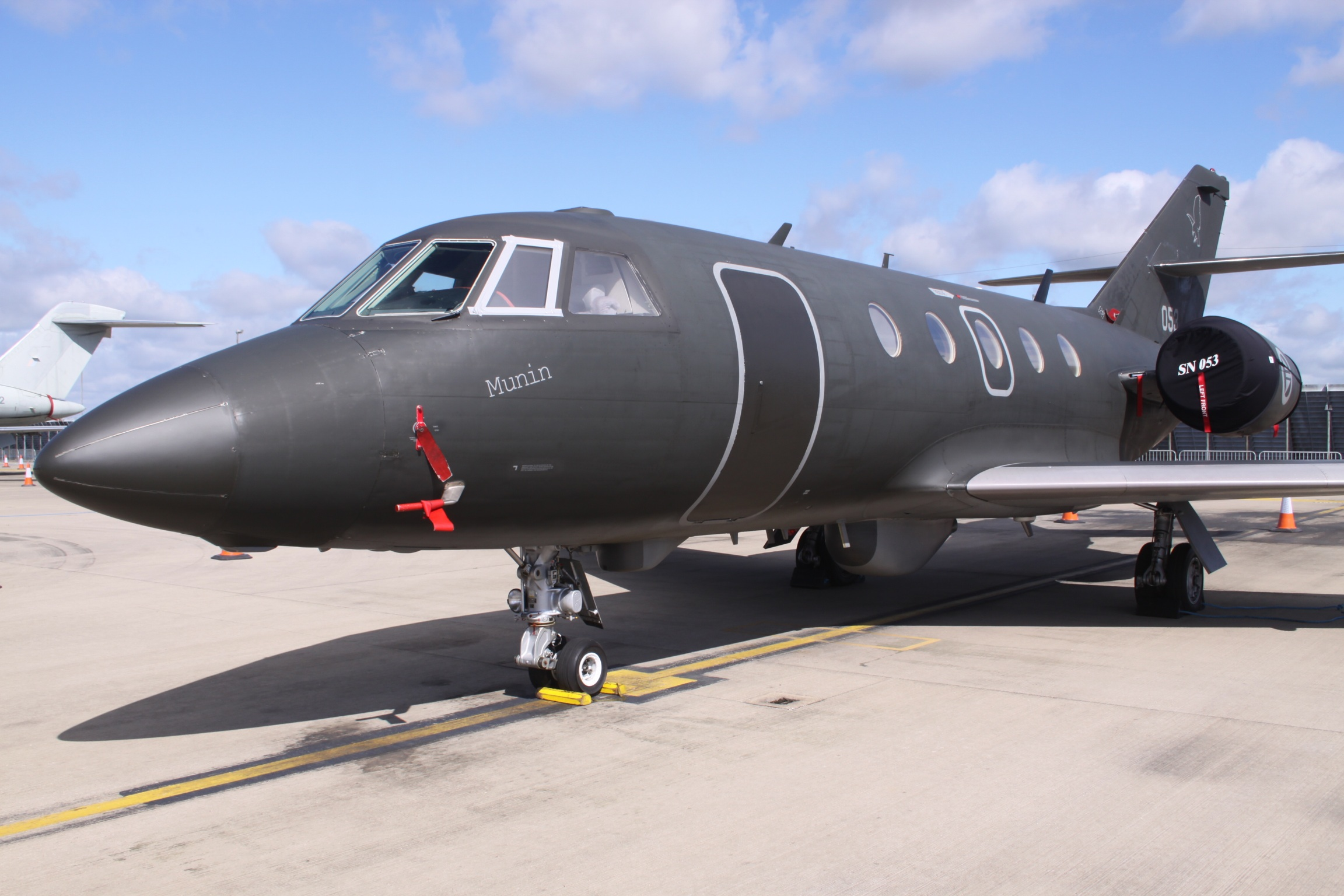
Dassault Falcon F.20, Không quân Hoàng gia Na Uy

 Maroc
 Na Uy
- Không quân Hoàng gia Na Uy

 Oman
 Pakistan
- Không quân Pakistan

 Perú
 Bồ Đào Nha
 Tây Ban Nha
 Sudan
- Không quân Sudan

 Syria
- Không quân Syria

 Tunisia
 Hoa Kỳ
- Tuần duyên Hoa Kỳ

 Venezuela

## Thông số kỹ thuật

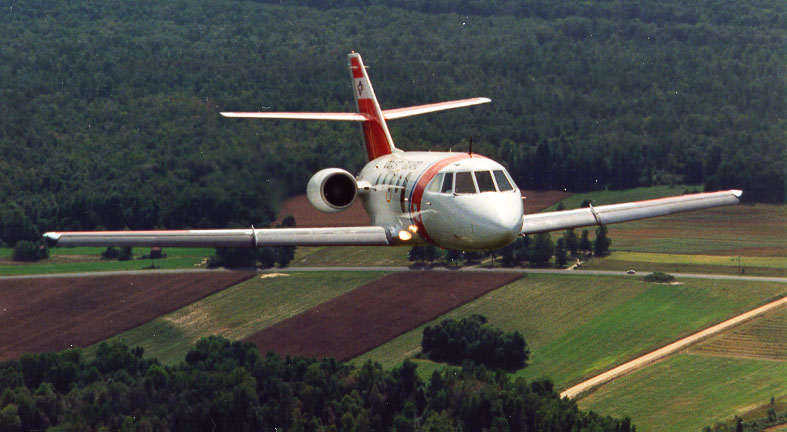
HU-25 Guardian

### Đặc điểm riêng
- Phi đoàn: n/a
- Chiều dài: 56 ft (17 m)
- Sải cánh: 54 ft (16.5 m)
- Chiều cao: 18 ft (5.5 m)
- Diện tích cánh: 450 ft² (42 m²)
- Trọng lượng rỗng: 25.500 lb (11.567 kg)
- Trọng lượng cất cánh: 32.000 lb (14.515 kg)
- Trọng lượng cất cánh tối đa: n/a
- Động cơ: 2× Garrett ATF3-6-2C

### Hiệu suất bay
- Vận tốc cực đại: n/a
- Tầm bay: n/a
- Trần bay: n/a
- Vận tốc lên cao: n/a
- Lực nâng của cánh: n/a
- Lực đẩy/trọng lượng: n/a

## Nội dung liên quan

### Máy bay có cùng sự phát triển
- Dassault Falcon 10
- Dassault Falcon 50

### Máy bay có tính năng tương đương
- Raytheon Hawker 800